# Nankou (köpinghuvudort i Kina, Hubei Sheng, lat 29,75, long 112,33)
Nankou (kinesiska: 南口, 南口镇) är en köpinghuvudort i Kina. Den ligger i provinsen Hubei, i den centrala delen av landet, omkring 210 kilometer sydväst om provinshuvudstaden Wuhan. Antalet invånare är 27 252. Befolkningen består av 13 492 kvinnor och 13 760 män. Barn under 15 år utgör 12,0 %, vuxna 15-64 år 78 %, och äldre över 65 år 9,0 %.
Runt Nankou är det tätbefolkat, med 459 invånare per kvadratkilometer. Närmaste större samhälle är Xiulin, 7,7 km sydost om Nankou. Trakten runt Nankou består till största delen av jordbruksmark.
Genomsnittlig årsnederbörd är 1 563 millimeter. Den regnigaste månaden är maj, med i genomsnitt 235 mm nederbörd, och den torraste är december, med 28 mm nederbörd.